# Пјан дел Боско (Вибо Валенција)
Пјан дел Боско је насеље у Италији у округу Вибо Валенција, региону Калабрија.
Према процени из 2011. у насељу је живело 118 становника. Насеље се налази на надморској висини од 371 м.